# ثيو فرنانديز
ثيو فرنانديز (بالفرنسية: Théo Fernandez)‏ هو ممثل فرنسي، ولد في 18 سبتمبر 1998 بباريس في فرنسا.

## وصلات خارجية
- ثيو فرنانديز على موقع IMDb (الإنجليزية)
- ثيو فرنانديز على موقع ألو سيني (الفرنسية)
- ثيو فرنانديز على موقع قاعدة بيانات الفيلم (الإنجليزية)